# هوارد پاسادورو
هوارد پاسادورو (انگلیسی: Howard Passadoro؛ 1871 – 25 june ۱۹۲۱ (۴۹−۵۰ سال)) بازیکن فوتبال اهل پادشاهی متحد بریتانیای کبیر و ایرلند بود.
از باشگاه‌هایی که در آن بازی کرده‌است می‌توان به باشگاه فوتبال جنوآ اشاره کرد.